# Santa Cruz do Rio Pardo
Santa Cruz do Rio Pardo é um município do estado de São Paulo. Sua população era de 46.442 habitantes, segundo o Censo 2022 (IBGE), sendo o 143° mais populoso do estado. O município é formado pela sede e pelos distritos de Caporanga, Clarínia e Sodrélia.

## História
As origens do primitivo bairro de Santa Cruz assentam-se na criação de uma sesmaria concedida a Antunes Cardia, em 1818, por D. João VI, a que daria origem ao povoamento de Lençóis Paulista.
Daquela vila, conhecida como Boca do Sertão, partiriam, por volta de 1850, José Theodoro de Souza, e mais tarde, Joaquim Manuel de Andrade e Manoel Francisco Soares, os primeiros sertanistas mineiros, desbravadores do Sertão do Paranapanema, colonizadores do distante bairro de Santa Cruz, região originalmente habitada por indígenas coroados, e se fixam na região.
Nessa época, os mineiros fundam, às margens do Rio Pardo, na confluência com o ribeirão São Domingos, o povoado de Capela de São Pedro. Uma grande cruz plantada às margens de um pardacento rio, iluminada, à noite, com tochas e velas, para espantar os índios, daria origem ao nome do nascente lugarejo e futura cidade.
Em 1872, o povoado de Capela de São Pedro é elevado à categoria de freguesia, com o nome "Santa Cruz do Rio Pardo", subordinada à vila de Lençóis. Em 1876, devido ao desenvolvimento da Freguesia, Santa Cruz do Rio Pardo se torna vila, emancipando-se de Lençóis. Em 1884, se torna sede de comarca.
A economia santa-cruzense, que originalmente era baseada no cultivo de milho e cereais e depois na criação de gado bovino e suíno, passa a ter, no final do século XIX, a cafeicultura como grande produto. Para o cultivo do café, vieram para Santa Cruz do Rio Pardo milhares de imigrantes italianos. A vila se desenvolve rapidamente e, com isso, a sua Câmara Municipal tenta lhe dar o título de cidade em 1896, algo só concretizado dez anos depois, tendo sido eleito o primeiro prefeito o Dr. Olympio Rodrigues Pimentel. Em 1908, a chegada da Estrada de Ferro Sorocabana à cidade alavanca o desenvolvimento. Entretanto, faltavam muitos serviços básicos e a primeira escola só foi inaugurada em 1915.
No final do século XIX e primeiras décadas do século XX, os principais distritos de Santa Cruz do Rio Pardo são emancipados, como Campos Novos (1885), São Pedro do Turvo (1891), Salto Grande (1911), Ipaussu (1915), Óleo (1917), Chavantes (1922) e Bernardino de Campos (1923).
Com o fim do ciclo do café, ocorrido devido à Grande Depressão, a economia da cidade passa a ser baseada em outras culturas e a produção de alfafa passa a se destacar entre as demais. Houve um grande crescimento ao longo da década de 1940 e Santa Cruz teve melhoramentos antes de muitas outras cidades do interior.
Na década de 1950, a agricultura entra em decadência. A Estrada de Ferro Sorocabana foi desativada na década seguinte.

### Formação territorial-administrativa
Histórico da formação do município:
- Freguesia criada com a denominação de Santa Cruz do Rio do Pardo, pela Lei Provincial n.º 71, de 20/04/1872.
- Elevado à categoria de vila com a denominação de Santa Cruz do Rio do Pardo, pela Lei Provincial n.º 6, de 24/02/1876, desmembrado do município de Lençóis. Formado pela sede e pela freguesia de São Pedro do Turvo, transferida do município de Lençóis. Instalado a 20/01/1877.
- Pela Lei Provincial n.º 62, de 13/04/1880, é criada a freguesia de Campos Novos.
- Pela Lei Provincial n.º 25, de 10/03/1885, desmembra do município de Santa Cruz do Rio Pardo a freguesia de Campos Novos, elevada à categoria de município com a denominação de Campos Novos do Paranapanema.

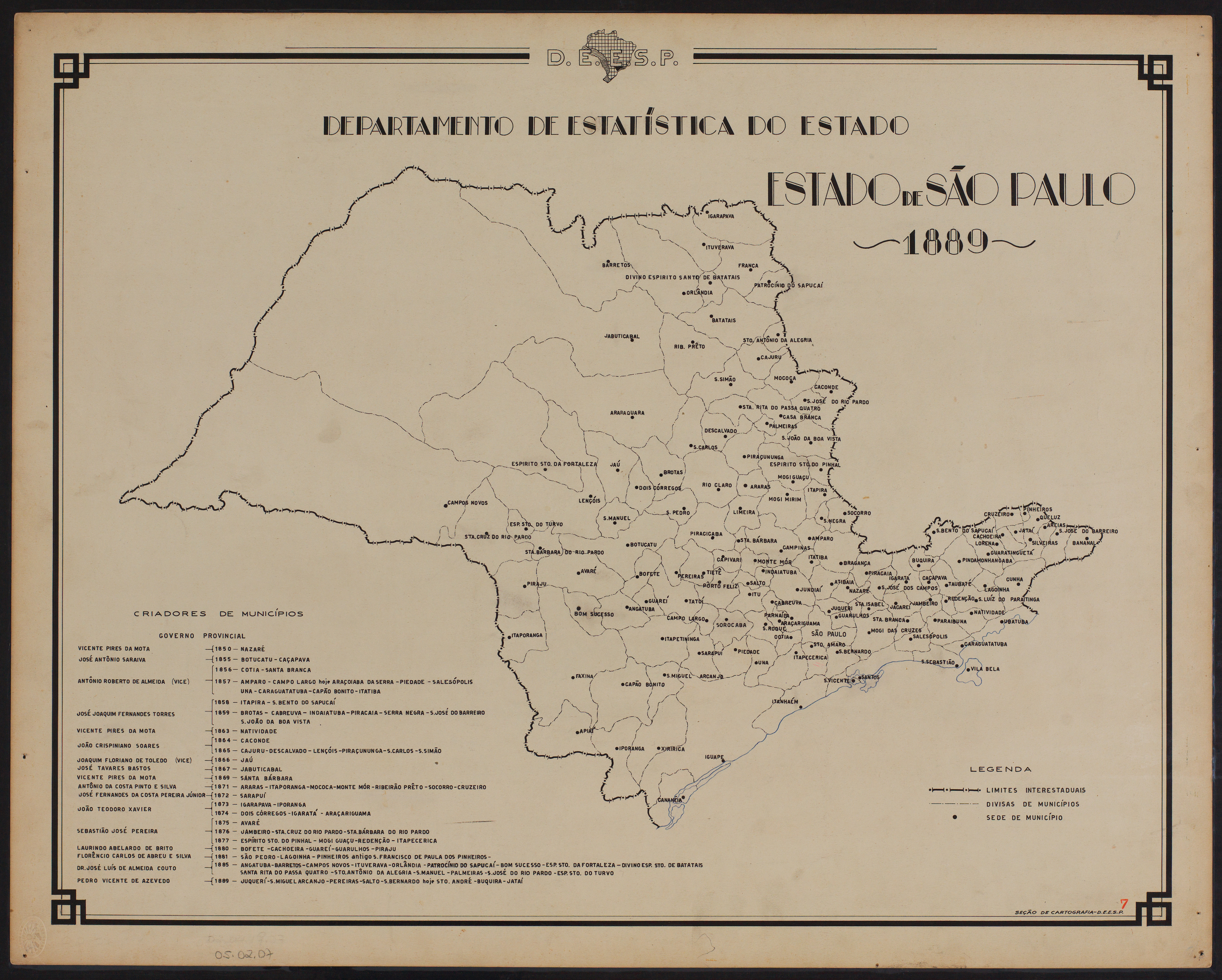
Estado de São Paulo (1889).

- Pelo Decreto Estadual n.º 155, de 14/04/1891, é criado o distrito de Salto Grande.
- O Decreto Estadual n.º 181, de 29/05/1891, desmembra do município de Santa Cruz do Rio Pardo o distrito de São Pedro do Turvo, elevado à categoria de município.
- Pelo Decreto Estadual n.º 205, de 06/06/1891, é criado o distrito de Óleo.
- A Lei Estadual n.º 187, de 23/08/1893, anexou-lhe o território da povoação de Ilha Grande, que pertencia ao município de Piraju.
- Pela Lei Estadual n.º 550, de 13/08/1898, é criado o distrito de Ilha Grande.
- Pela Lei Estadual n.º 942, de 10/08/1905, é criado o distrito de Mandaguari, extinto pela Lei Estadual n.º 1.114, de 24/12/1907.
- Santa Cruz do Rio do Pardo é elevada à condição de cidade pela Lei Estadual n.º 1.038, de 19/12/1906.
- Pela Lei Estadual n.º 1.172, de 22/10/1909, é criado o distrito de Irapé.
- A Lei Estadual n.º 1.294, de 27/12/1911, desmembra do município de Santa Cruz do Rio Pardo o distrito de Salto Grande, elevado à categoria de município com a denominação de Salto Grande do Paranapanema.
- A Lei Estadual n.º 1.465, de 20/09/1915, desmembra do município de Santa Cruz do Rio Pardo o distrito de Ilha Grande, elevado à categoria de município com a denominação de Ipaussu.
- Pela Lei Estadual n.º 1.554, de 08/10/1917, a sede do distrito de Irapé foi transferida para o povoado de Santana da Cachoeira, passando o distrito a ser denominado Chavantes.
- Pela Lei Estadual n.º 1.570, de 06/12/1917, é criado o distrito de Bernardino de Campos.
- A Lei Estadual n.º 1.576, de 14/12/1917, desmembra do município de Santa Cruz do Rio Pardo o distrito de Óleo, elevado à categoria de município.
- A Lei Estadual n.º 1.885, de 04/12/1922, desmembra do município de Santa Cruz do Rio Pardo o distrito de Chavantes, elevado à categoria de município.
- A Lei Estadual n.º 1.929, de 09/10/1923, desmembra do município de Santa Cruz do Rio Pardo o distrito de Bernardino de Campos, elevado à categoria de município.
- Pela Lei Estadual n.º 2.366, de 07/11/1929, é criado o distrito de Sodrélia.
- O Decreto Estadual n.º 6.448, de 21/05/1934, extinguiu o município de Espírito Santo do Turvo, anexando seu território ao município de Santa Cruz do Rio Pardo.
- Pelo Decreto Estadual n.º 9.775, de 30/11/1938, o distrito de Espírito Santo do Turvo tomou a denominação de Rio Turvo.
- Pelo Decreto-lei Estadual n.º 14.334, de 30/11/1944, foram criados os distritos de Caporanga e Clarínia.
- Pela Lei Estadual n.º 2.456, de 31/12/1953, o distrito de Rio Turvo voltou a denominar-se Espírito Santo do Turvo.
- A Lei Estadual n.º 6.645, de 09/01/1990, desmembra do município de Santa Cruz do Rio Pardo o distrito de Espírito Santo do Turvo, elevado à categoria de município.

## Geografia
A sua extensão territorial é de 1 114,984 km² (Lista dos municípios de São Paulo por área), o que lhe confere a densidade demográfica de aproximadamente 37,9 hab/km² e ser o 26º maior município em área territorial do estado.

### Hidrografia

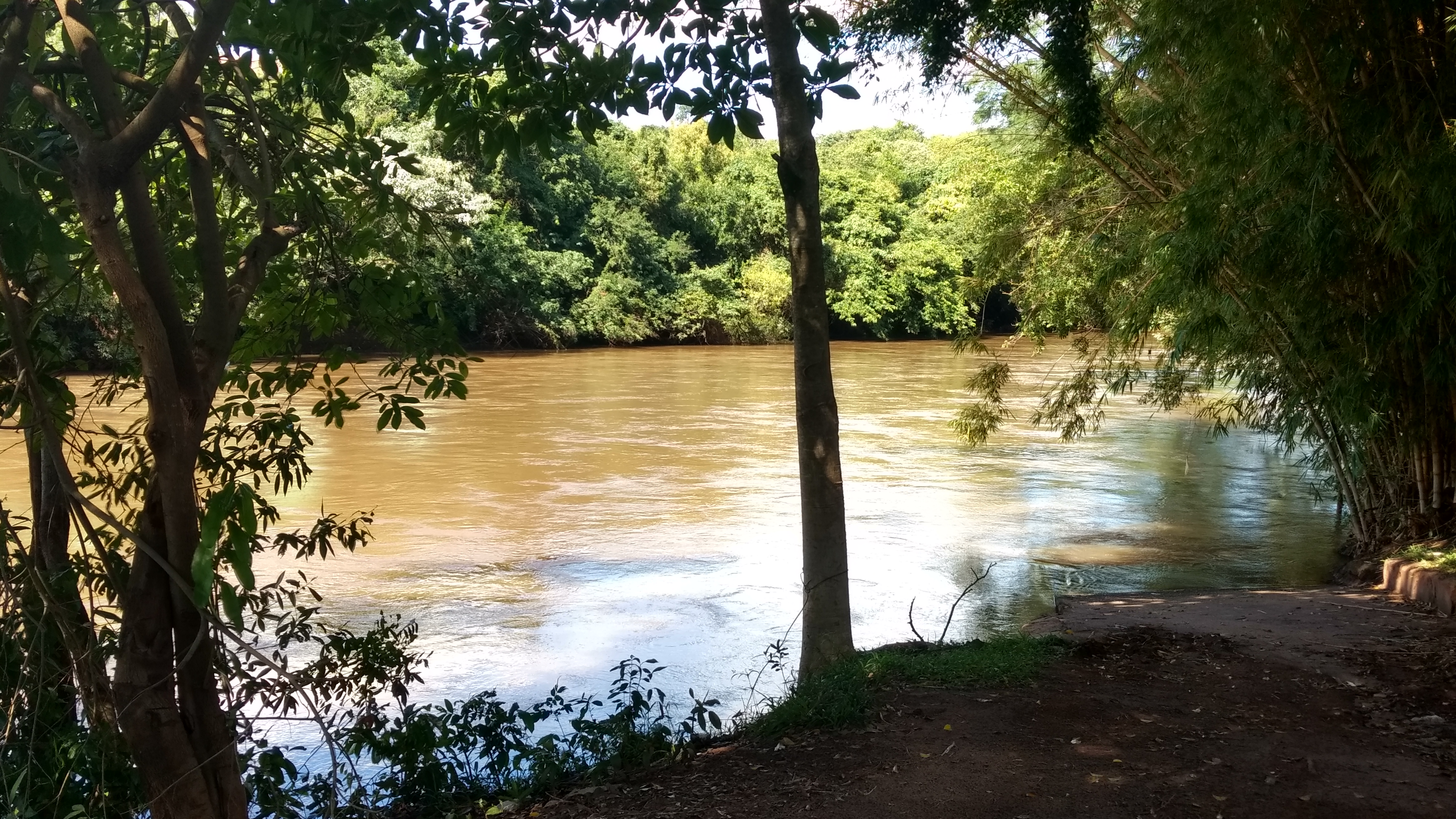
Trecho do Rio Pardo.

- Rio Pardo
- Rio Turvo
- Ribeirão Mandassaia
- Ribeirão da Onça
- Ribeirão São Domingos
- Ribeirão do Alambari
- Rio Apiaí
- Ribeirão da Figueira

### Rodovias
- SP-327 - Rodovia Orlando Quagliato
- SP-280 - Rodovia Castelo Branco
- SP-225 - Rodovia Engenheiro João Baptista Cabral Rennó
- Rodovia Vicinal Plácido Lorenzetti
- Rodovia Vicinal Anísio Zacura
- Rodovia Vicinal Paulo Blumer

## Demografia

### População
| Crescimento populacional                             | Crescimento populacional | Crescimento populacional | Crescimento populacional |
| Ano                                                  | População Total          |                          | %±                       |
| ---------------------------------------------------- | ------------------------ | ------------------------ | ------------------------ |
| 1890                                                 | 12 418                   |                          | —                        |
| 1900                                                 | 4 964                    |                          | −60,0%                   |
| 1910                                                 | 39 311                   |                          | 691,9%                   |
| 1920                                                 | 32 456                   |                          | −17,4%                   |
| 1925                                                 | 25 410                   |                          | −21,7%                   |
| 1934                                                 | 29 428                   |                          | 15,8%                    |
| 1937                                                 | 31 460                   |                          | 6,9%                     |
| 1940                                                 | 44 578                   |                          | 41,7%                    |
| 1946                                                 | 41 345                   |                          | −7,3%                    |
| 1950                                                 | 32 158                   |                          | −22,2%                   |
| 1958                                                 | 32 815                   |                          | 2,0%                     |
| 1960                                                 | 38 391                   |                          | 17,0%                    |
| 1970                                                 | 34 412                   |                          | −10,4%                   |
| 1980                                                 | 33 616                   |                          | −2,3%                    |
| 1991                                                 | 39 544                   |                          | 17,6%                    |
| 2000                                                 | 40 919                   |                          | 3,5%                     |
| 2010                                                 | 43 921                   |                          | 7,3%                     |
| 2022                                                 | 46 442                   |                          | 5,7%                     |
| Est. 2024                                            | 47 677                   | [ 12 ]                   | 2,7%                     |
| Fontes: Censos Demográficos IBGE e Estimativas SEADE |                          |                          |                          |

### Dados demográficos
Dados do Censo
População total: 46.442 (2022)
Densidade demográfica (hab./km²): 39,34 (2010)
Mortalidade infantil (óbitos por mil nascidos vivos): 8,26 (2019)
Expectativa de vida (anos): 73,50
Taxa de fecundidade (filhos por mulher): 1,97
Taxa de alfabetização: 91,59%
Índice de Desenvolvimento Humano (IDH-M): 0,762
- IDH-M Renda: 0,744
- IDH-M Longevidade: 0,867
- IDH-M Educação: 0,686

## Política e administração

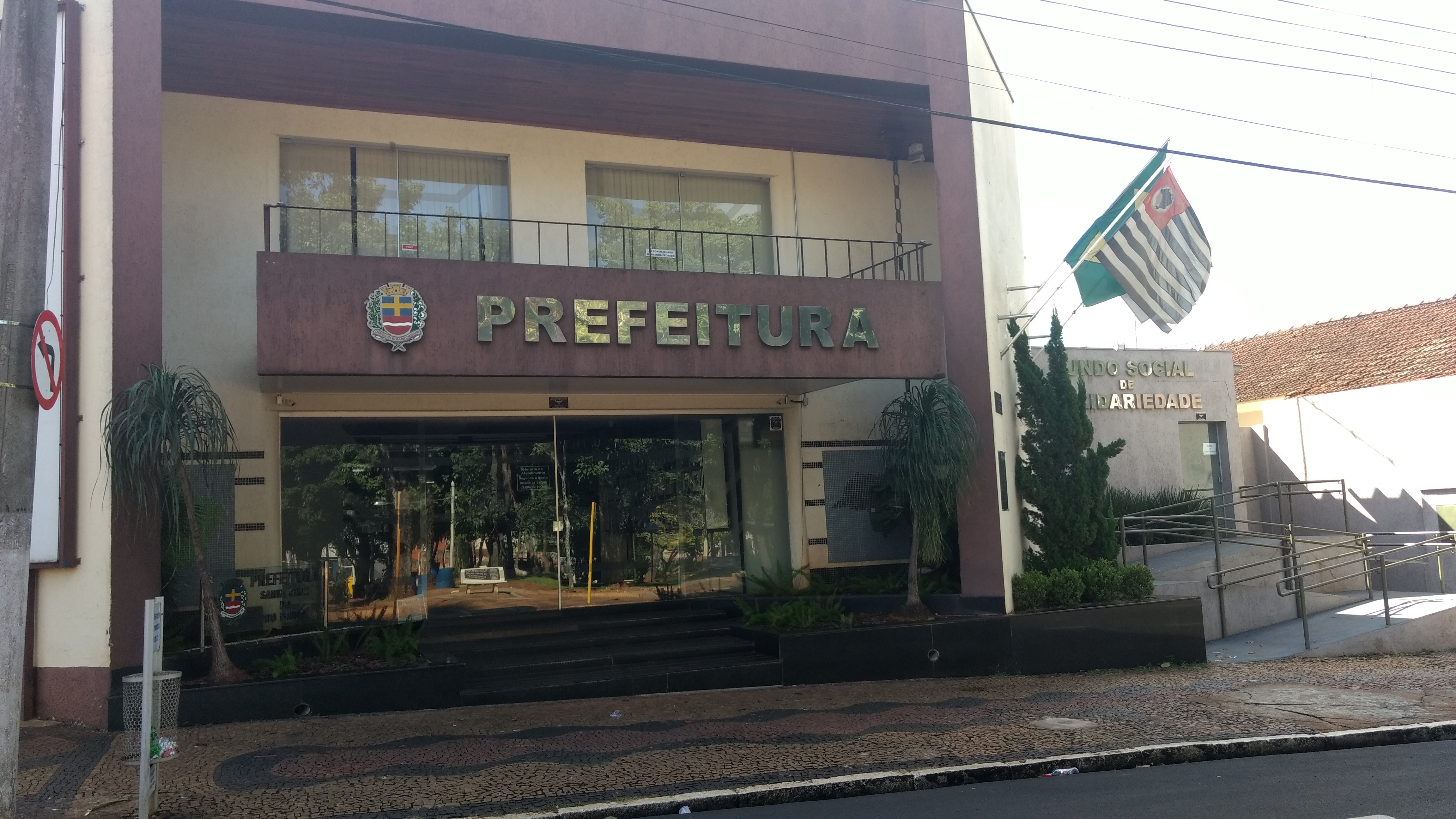
Prefeitura Municipal.

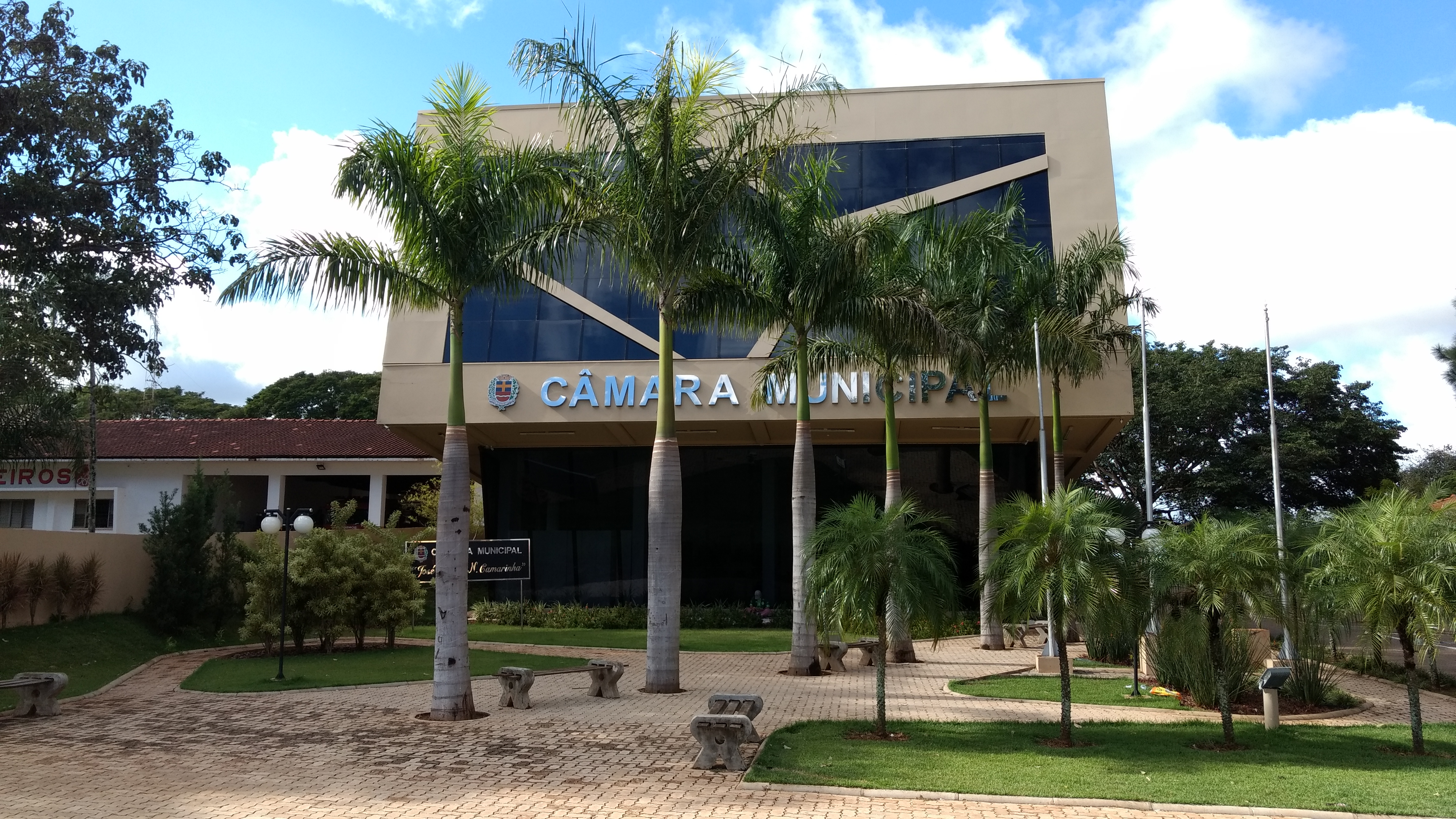
Câmara Municipal.

### Governo
Legislatura 2025/2028:
- Prefeito: Otacílio Parras Assis
- Vice-prefeito: Milton de Lima
- Presidente da câmara: Cesar de Souza

### Subdivisões
O município possui dois bairros urbanos localizados fora da cidade: Sodrélia e Caporanga.  

#### Sodrélia
Localizado à beira da Rodovia Vicinal Anísio Zacura, Sodrélia possui 200 habitantes e está a 11 km da cidade.

#### Caporanga
Localizado à beira da Rodovia João Baptista Cabral Rennó, Caporanga possui 830 habitantes e está a 28 km da cidade

## Economia

### Agricultura
Santa Cruz sempre se destacou no cultivo do arroz irrigado. A produção de arroz é a principal atividade do município desde o princípio, mantendo-se até meados do século XX, quando iniciou a atividade canavieira extensiva – com técnica adquirida dos holandeses que aqui residiram, como Haward Hollenbark e Van der Hellyk II. Mas a cidade continua até hoje a ser o principal polo arrozeiro do estado de São Paulo.
Ao menos 30% de todo arroz consumido no Estado de São Paulo são provenientes das cerealistas de Santa Cruz do Rio Pardo e a indústria do setor a cada ano aumenta sua capacidade de beneficiamento, aumentando seus portfólios em variedades de produtos. Sendo a cidade um dos grandes pólos de alimentos do Estado.
Apresenta também números relevantes na plasticultura (cultura sob plástico). É a maior representante no estado de São Paulo, com setenta hectares de estufas de hortaliças e legumes. 66% dessa produção é destinada à CEAGESP e 34% distribuído na região.

### Indústria
Atualmente, Santa Cruz é o quarto polo calçadista do Estado de São Paulo; possuindo cerca de 32 fábricas de calçados, com produção diária de 25 mil pares. Por ano, isso significa uma produção de aproximadamente 5 milhões de pares.

## Infraestrutura

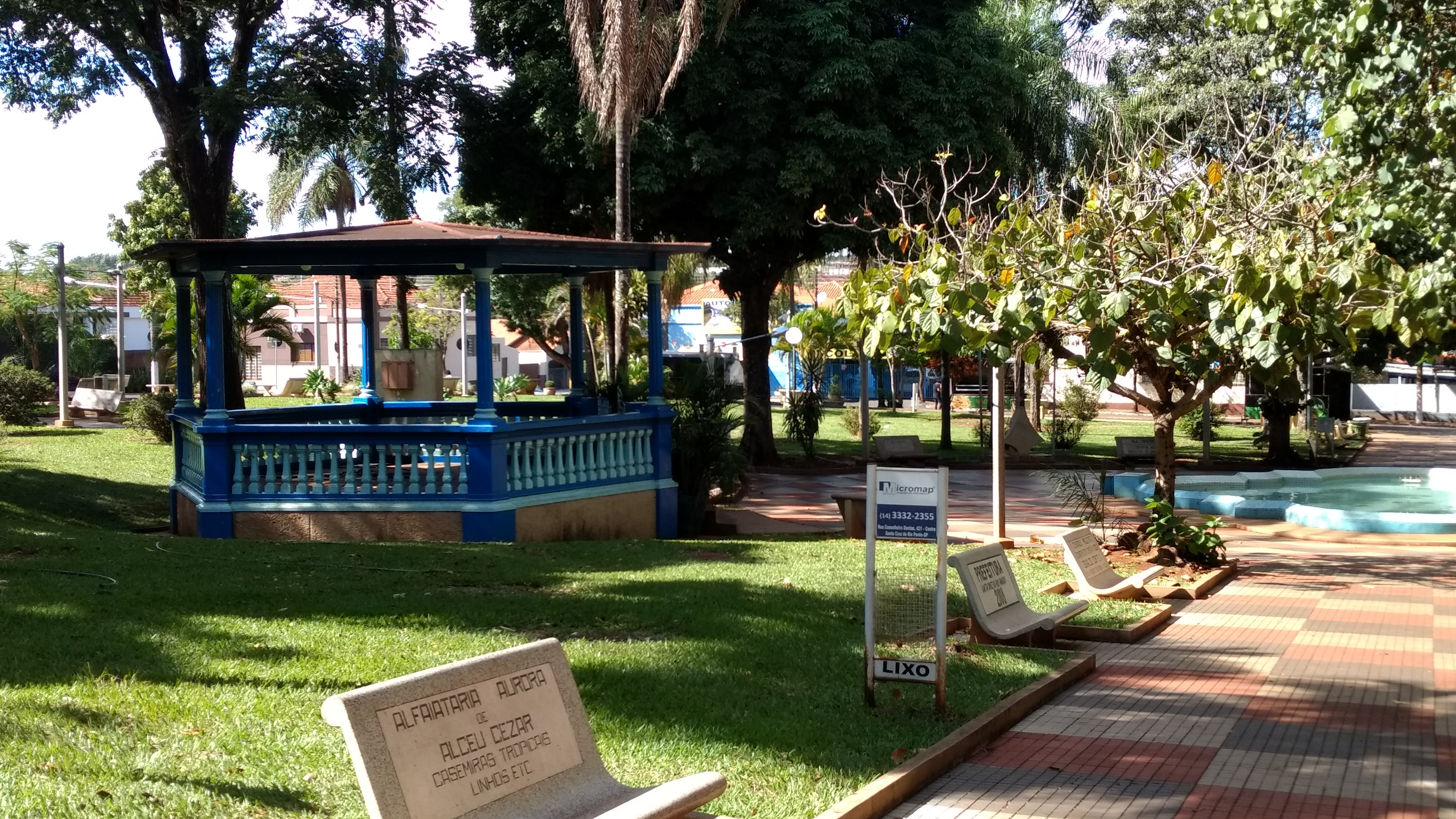
Praça Deputado Leônidas Camarinha.

### Comunicações
O sistema de telefones automáticos foi inaugurado na cidade em 1978 pela Telecomunicações de São Paulo (TELESP), que também implantou o sistema de discagem direta à distância (DDD) em 1978 com o código de área (0143). Anteriormente a cidade era atendida pela Companhia Telefônica Brasileira (CTB).
Na década de 90 o código DDD da cidade foi alterado para (014), para padronização do sistema telefônico com a telefonia celular que estava sendo implantada em todo o estado.
Outras informações
- DDD: (14)
- Prefixos de Telefone: 3372/3373 (residencial da cidade); 3332 (comercial-DDR); 3374 (distrito de Caporanga); 3376 (distrito de Sodrélia)
- CEP: 18900-000

### Educação
Ensino superior

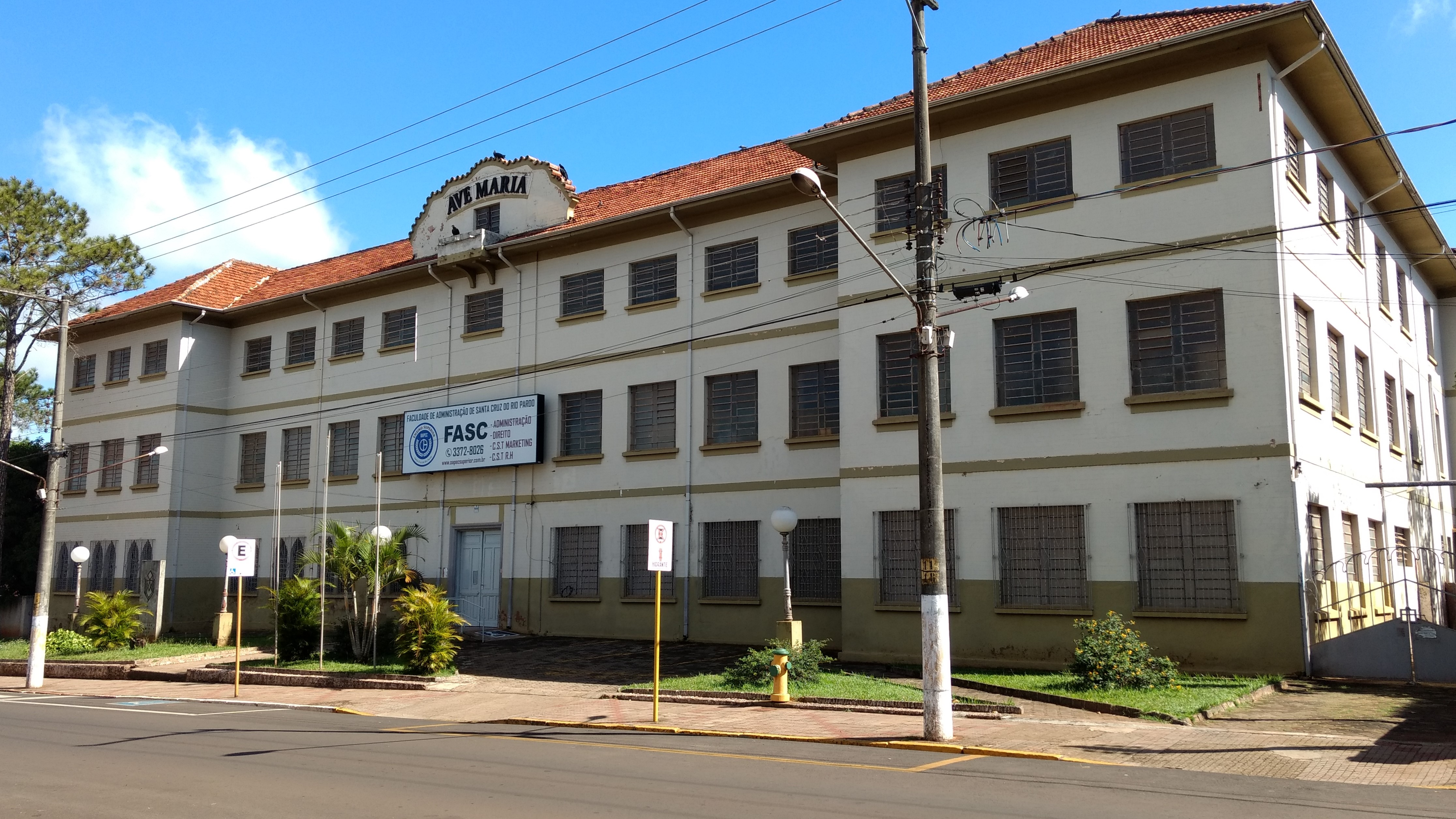
Prédio do antigo Colégio “Ave Maria”, atual FASC.

- FASC - Fasuldade de Administração de Santa Cruz do Rio Pardo

Em 1936, as Madres Espanholas chegaram em Santa Cruz do Rio Pardo e fundaram a comunidade “Companhia de Maria”, com a colaboração de Plácido Lorenzetti, que doou o terreno para a construção do colégio, e da população, que cedeu os materiais de construção.
Em 1970, o imóvel foi adquirido pela prefeitura, na gestão de Onofre Rosa de Oliveira. Atualmente, é cedido ao Grupo Oapec/ Fasc, por meio de uma concessão.

### Transportes
- Viação Riopardense
- Avoa
- Viação Manoel Rodrigues
- San Carlos Turismo

Frota (2013)
- Automóvel : 14.587 automóveis
- Caminhão: 1.384 caminhões
- Caminhão trator: 394 caminhões Trator
- Caminhonete: 2.619 caminhonetes
- Camioneta: 582 camionetas
- Micro-ônibus: 105 micro-ônibus
- Motocicleta: 5.415 motocicletas
- Motoneta: 1.444 motonetas
- Ônibus: 97 ônibus
- Trator de rodas: 4 tratores de rodas
- Utilitário: 95 utilitários
- Outros: 1.219 veículos

## Cultura e lazer

### Atrativos culturais

#### Estação Kafé
Em julho de 2008 foi inaugurada a Graal Estação Kafé, localizada na rodovia SP-225. Além do objetivo comercial, a inauguração objetivou também o resgate da história da ferrovia e do café no noroeste do estado de São Paulo e em Santa Cruz do Rio Pardo.
Uma das grandes atrações é a réplica da antiga estação da Sorocabana e uma locomotiva a vapor de 1907, que percorre um pequeno trecho para os visitantes. Há ainda esculturas humanas em vários pontos do estabelecimento e um armazém cenográfico com histórias e relíquias antigas para apreciação.
Foi o segundo lugar da categoria "Posto Temático" no 15º concurso "O Posto Mais Bonito do Brasil".

#### Museu Histórico e Pedagógico “Ernesto Bertoldi”
Outrora pertencente à Estrada de Ferro Sorocabana, a Estação de Santa Cruz do Rio Pardo foi inaugurada em 1908 como ponta do ramal. Seu projeto foi feito pelo arquiteto Ramos de Azevedo.
Utilizando a centenária estação ferroviária, que foi restaurada para abrigar o Museu Municipal em 2009 e inaugurada em 2011 com um acervo audiovisual, possui visitas guiadas.

#### Casarão “Plácido Lorenzetti”

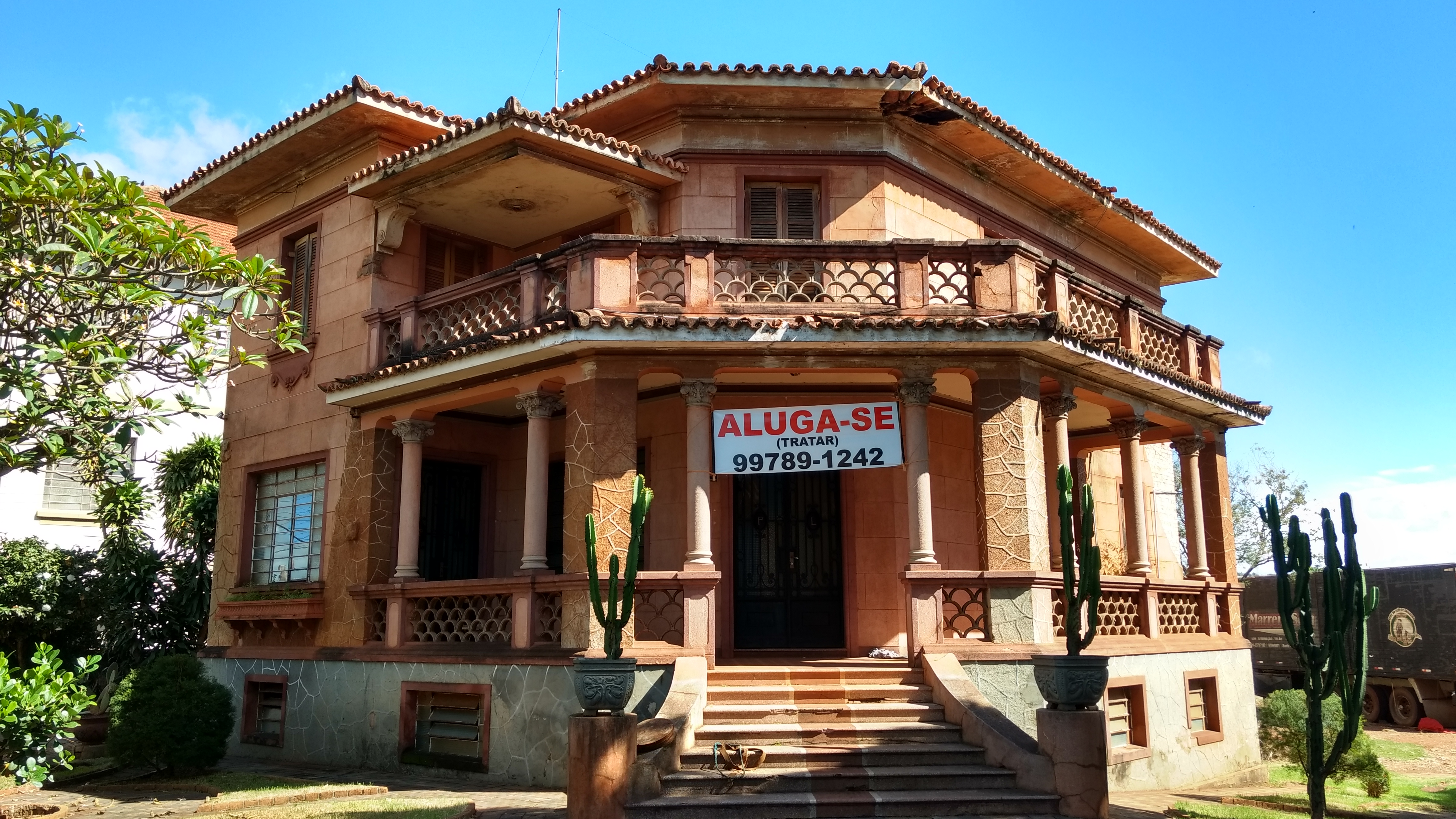
Casarão “Plácido Lorenzetti”.

Construído pelo imigrante italiano Enrico Plácido Lorenzetti em 1930, em época áurea da cafeicultura, inspirado nos antigos casarões da Avenida Paulista e de Santos, possui uma área total de 1.410 metros quadrados.
O casarão, que já foi sede da “Casa do Papai Noel”, sediou ainda a Secretaria de Cultura e também foi escritório da empresa que promove a Festa do Peão da cidade. Atualmente, o proprietário é o neto de Enrico Plácido, que se empenhou na revitalização do prédio, preservando a história e todos os seus detalhes arquitetônicos.

#### Palácio da Cultura “Umberto Magnani Netto”
O Cine Teatro São Pedro, da Empresa Teatral Pedutti, foi fundado em 1946. O prédio foi adquirido pela municipalidade em 1987 e inaugurado em 20 de janeiro de 1988 como “Palácio da Cultura Umberto Magnani Netto”, em homenagem ao artista santacruzense.
Atualmente o edifício reformado destina-se a apresentações de filmes, teatro e eventos musicais e artísticos. No entorno do Palácio da Cultura, existe a “calçada da fama”, onde são homenageadas grandes personalidades que destacaram, de uma maneira ou de outra, o nome de Santa Cruz do Rio Pardo além de suas fronteiras.

### Lazer

#### Icaiçara Clube

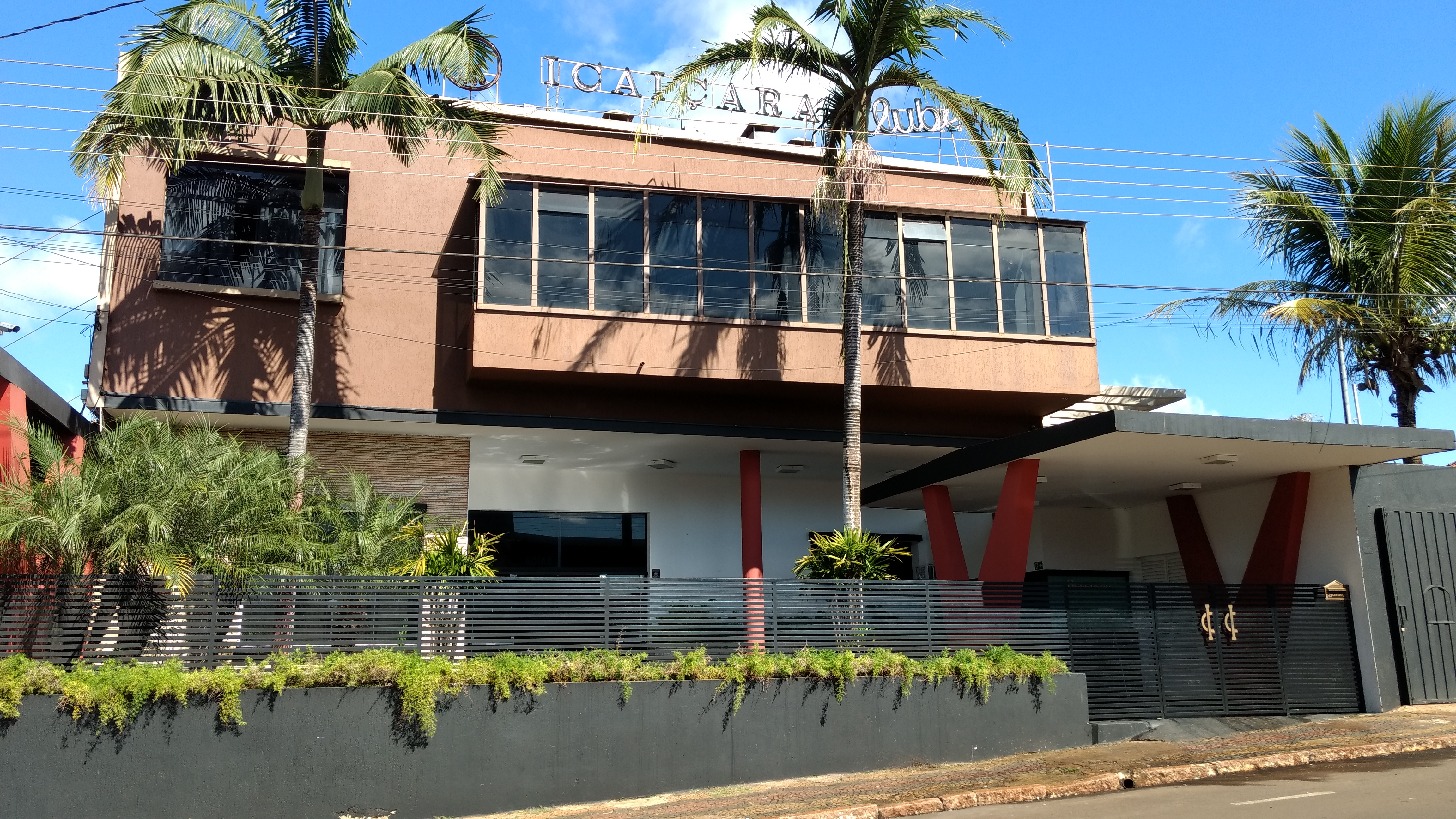
Icaiçara Clube.

Com o slogan de “O clube mais bonito do interior”, o Icaiçara Clube, localizado no centro, foi fundado em 1959 e é um dos mais tradicionais da cidade.
O clube possui três piscinas – sendo uma delas semiolímpica, uma infantil e uma aquecida e coberta; possui também quadra poliesportiva coberta, quadra de areia, salão de festa, cantina, e academia com instrutores. Aos turistas que se interessarem em conhecer as dependências do clube, é permitida a utilização do mesmo, mediante pagamento de uma taxa de entrada.

#### Rio Pardo

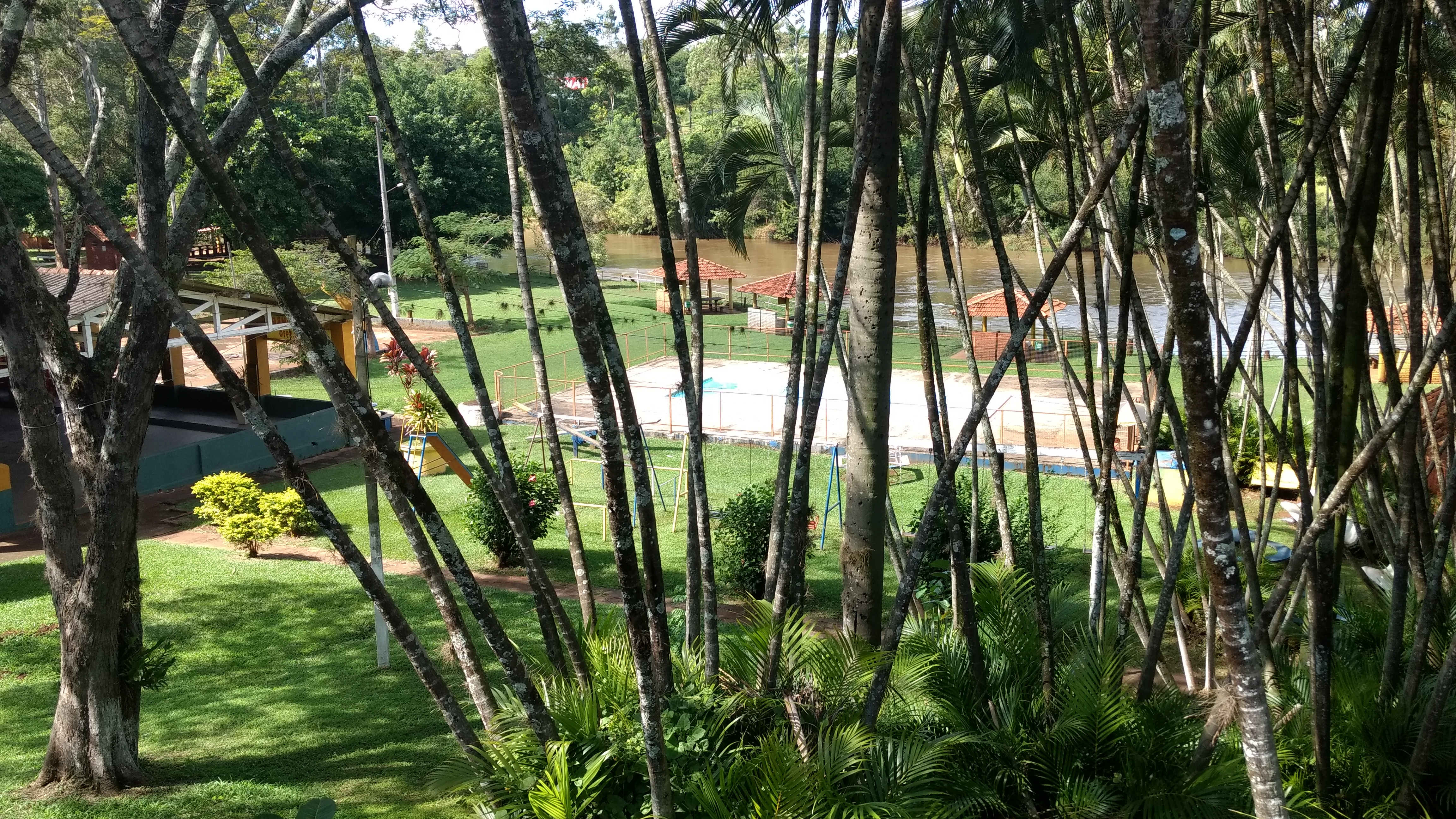
Quiosques do Ingá Náutico Clube às margens do Rio Pardo.

O rio Pardo, que atravessa a cidade de Santa Cruz do Rio Pardo, é detentor de grandes belezas naturais ainda intocáveis, como corredeiras, saltos e cachoeiras.
É no município de Santa Cruz do Rio Pardo que suas principais belezas naturais se apresentam, como: Cachoeiras do Guacho e Niágara, chegando a até 7 metros de altura, também os saltos do Menegazzo, da Usina Velha, do Dourado e corredeiras das Três Ilhas, Águas das Pedras, entre outras.
O Parque Ecológico Municipal está às suas margens, com o objetivo de proteger os mananciais, preservar a fauna e a flora local e promover atividades de educação ambiental. Medindo uma área total de 12.500m², o parque será destinado ao uso público para atividades de esportes e contemplação, ambiente de lazer e diversão.
Também localizado às margens do Rio Pardo, bem próximo ao centro da cidade, o Ingá Náutico Clube possui vários quiosques à beira do rio e estrutura com churrasqueiras. Possui campo de futebol, parquinho infantil, quadra poliesportiva, salão para festas, mesas de sinuca, piscina para adultos e piscina infantil, bar e um grande estacionamento para veículos. O clube possui também uma rampa de acesso de embarcações ao rio.

### Esportes

#### Estádio Municipal “Leônidas Camarinha”

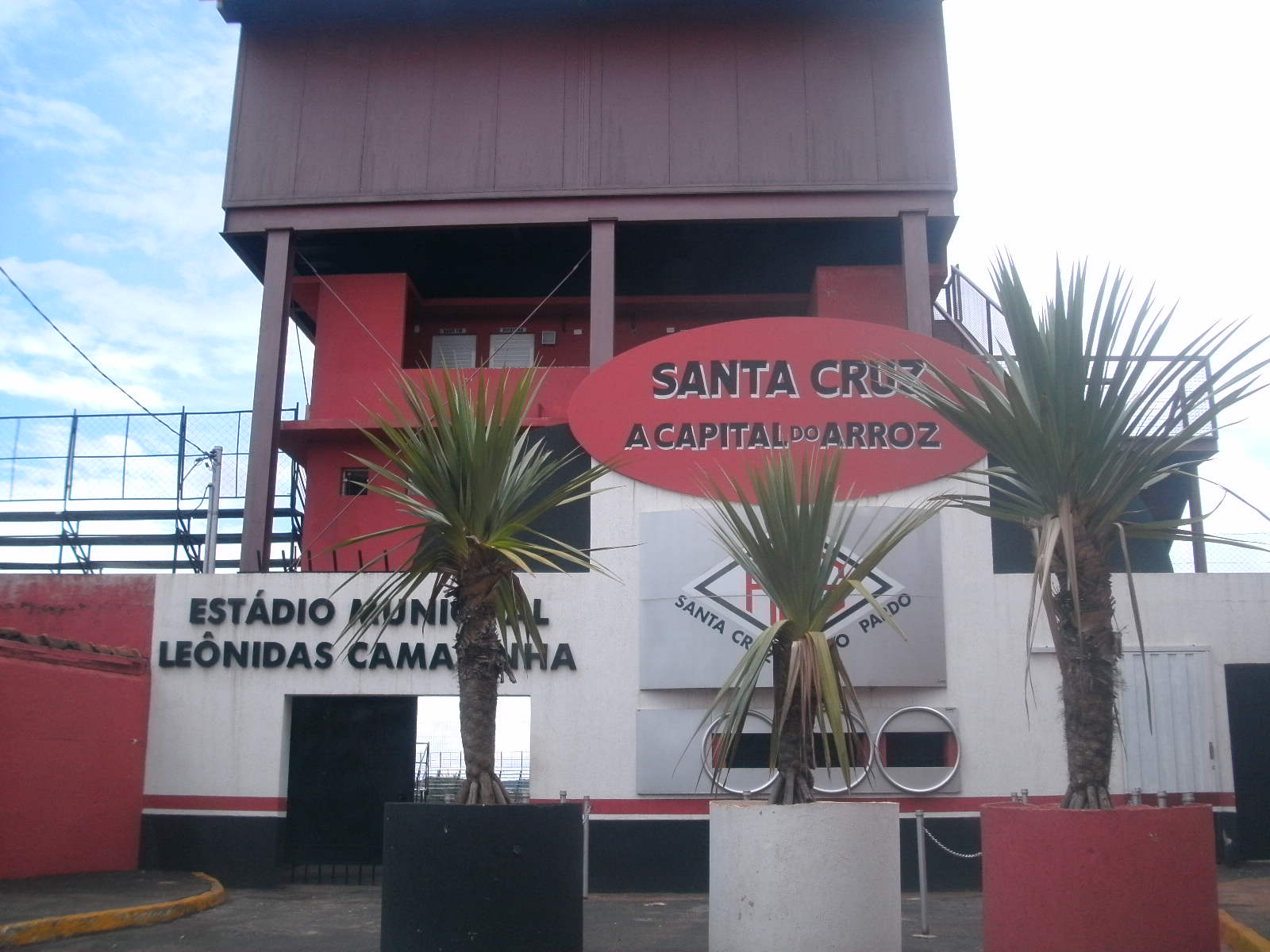
Estádio Municipal “Leônidas Camarinha”.

O município possui o Estádio Municipal Leônidas Camarinha, pertencente à Prefeitura do município, com capacidade de cerca de 7.500 lugares. É nele em que o time profissional de futebol do município, a Associação Esportiva Santacruzense, manda seus jogos.

#### Centro Esportivo “Boanerges d'Ambrósio Britto”
O Centro Esportivo Boanerges d’ Ambrósio de Brito possui estruturas para a prática de diversas modalidades de esportes, de lazer e de recreação. O local possui piscina pública, pista de skate, academia ao ar livre, uma quadra coberta e o Ginásio de Esportes “Aniz Abras”.
A piscina pública dispõe de aquecedor e elevador de acessibilidade e são fornecidas aulas de hidroginástica. A pista de skate é aberta ao público e dispõe de iluminação pública eficiente. A quadra poliesportiva coberta, que possui medidas oficiais para a prática de futsal e handebol, fica à disposição da população todos os dias da semana.

## Pessoas ilustres
- Orlando Villas-Bôas - sertanista
- Umberto Magnani - ator e produtor
- Vanderlei Siraque - advogado e político

## Religião
O Cristianismo se faz presente na cidade da seguinte forma:

### Igreja Católica
- A igreja faz parte da Diocese de Ourinhos.[31]

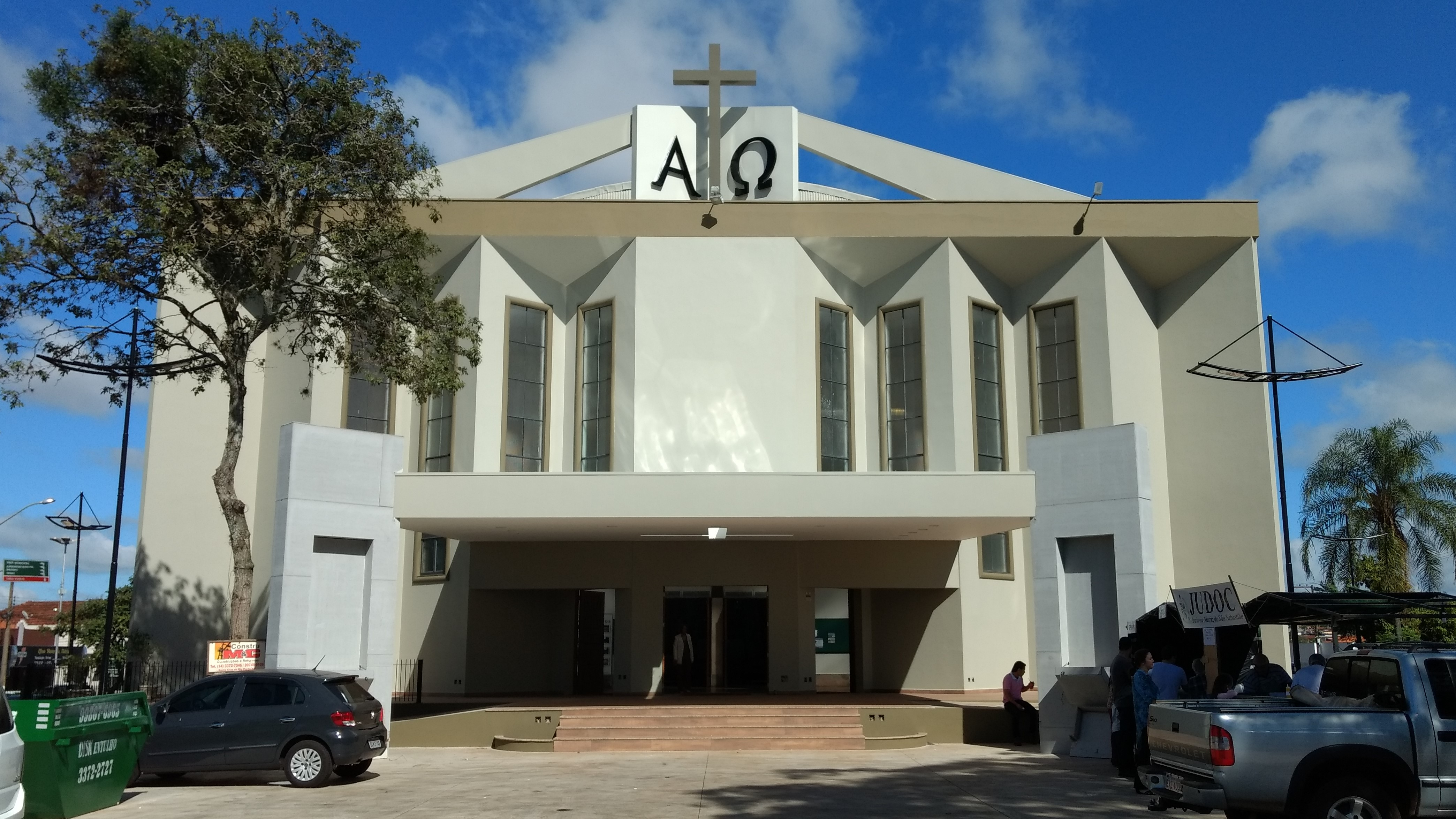
Igreja Matriz.

A Igreja Matriz São Sebastião foi construída em 1907 com um grande esforço de toda comunidade santa-cruzense, que teve, através de um decreto do Barão de Guajará, então Presidente da Província de São Paulo em 1884, que atendia a sugestão da Câmara Municipal quando fora criado um imposto especial e compulsório que contribuiu para a sua construção. No dia 30 de novembro de 1963, foi celebrada a última missa na velha igreja matriz, que deu lugar a nova Matriz de São Sebastião, em 1967.

### Igrejas Evangélicas
Entre as igrejas protestantes históricas, pentecostais e neopentecostais, encontram-se na cidade:
- Igreja Presbiteriana Independente do Brasil.[34]

A Igreja surgiu em Santa Cruz do Rio Pardo como Presbiteriana do Brasil, em 1889. Os primeiros cultos foram realizados na casa de um dos fundadores. Anos depois foi construído o primeiro templo da igreja, onde hoje é o salão social da instituição.
Em 1903 passou a ser a Igreja Presbiteriana Independente (IPI) de Santa Cruz do Rio Pardo. Na época, os três jornais do município — “O Trabalho”, “O Contemporâneo” e “A Cidade” — noticiavam que a Igreja Presbiteriana Independente era o único templo evangélico da cidade. Conhecido popularmente como a “Igreja do Relógio”, o atual templo só foi construído em 1950. A casa pastoral, erguida ao lado da igreja, foi construída em 1959. O tradicional sino, que soa de hora em hora, continua em funcionamento desde sua instalação.
- Assembleia de Deus Ministério do Belém.[35][36]
- Congregação Cristã no Brasil.[37]